# Wonder Woman (téléfilm, 1974)
Pour les articles homonymes, voir Wonder Woman (homonymie).
Pour plus de détails, voir Fiche technique et Distribution.
Wonder Woman est un téléfilm américain réalisé par Vincent McEveety diffusé le 12 mars 1974 à la télévision sur ABC. Le téléfilm a été diffusé le 17 décembre 1999 sur 13e rue.

## Synopsis
Wonder Woman a quitté l'île des amazones pour visiter le monde des hommes. Dorénavant, elle travaille incognito comme secrétaire auprès d'un cadre des services secrets, Steve Trevor. Son nom civil est désormais Diana Prince. Une ancienne amazone comme elle est impliquée dans le vol de codes secrets au Pentagone. Steve qui s'occupe de l'affaire envoie Diana à Rio de Janeiro pour prendre contact avec un indicateur qui aurait des informations sur le chef de l'organisation à l'origine de ce vol, un certain Abner Smith ...

## Fiche technique
- Titre original : Wonder Woman
- Titre français : Wonder Woman
- Réalisation : Vincent McEveety
- Scénario : John D.F. Black inspiré du personnage créé par William Moulton Marston
- Direction artistique : Brook Simons
- Montage : Gene Ruggiero
- Directeur de la photographie : Joseph F. Biroc
- Distribution : Hoyt Bowers
- Musique : Artie Butler
- Création des costumes : Bill Thomas
- Producteur exécutif : John D.F. Black
- Producteur : John G. Stephens
- Compagnie de production : Warner Bros Television
- Pays d'origine : États-Unis
- Format : Couleurs - 35 mm - Son mono - 1.33 Plein écran
- Genre : fantastique, action
- Durée : 73 minutes
- Dates de sortie :

 États-Unis : 12 mars 1974 (télévision)
 France : 17 décembre 1999 (télévision)

## Distribution
- Cathy Lee Crosby : Diana Prince / Wonder Woman
- Kaz Garas : Steve Trevor
- Andrew Prine : George Calvin
- Ricardo Montalban : Abner Smith
- Charlene Holt : Hippolyte
- Anitra Ford : Ahnjayla
- Richard X. Slattery : Colonel Henkins
- Jordan Rhodes : Bob
- Robert Porter : Joe
- Mario Roccuzzo : Serveur
- Beverly Gill : Dia
- Donna Garrett : Cass
- Roberta Carol Brahm : Zoe
- Thom Carney : Fred
- Alain Patrick : Bellman
- Ed McCready : Wesley
- Sandy Gaviola : Ting

## Commentaires
- L'aspect de Wonder Woman dans ce téléfilm est totalement différent de celui de la bande dessinée : l'actrice est blonde alors que la super héroine est censée être brune et sa tenue d'amazone est remplacée par une tenue en spandex avec un survêtement aux couleurs bleues et rouges avec des étoiles.
- Les producteurs ont voulu produire une série d'espionnage réaliste très éloignée de la bande dessinée qui elle évolue dans un monde fantastique.
- Le cadre des aventures de Wonder Woman dans ce téléfilm est contemporain alors que les premières aventures dans la bande dessinée se passent durant la seconde guerre mondiale.
- L'échec du téléfilm dans les audiences a condamné le projet et donc annulé la série qui devait suivre. Ce n'est qu'un an plus tard que le producteur Douglas S. Cramer produira une série conforme au modèle papier avec une nouvelle actrice : Lynda Carter avec le succès que l'on sait.

## Sortie DVD
Le téléfilm est sorti en Zone 1 chez Warner Archives en version originale non sous-titrée et sans bonus. ASIN B01EGQ8WVC